# Кандилка
Кандилка (болг. Кандилка) — село в Болгарии. Находится в Кырджалийской области, входит в общину Крумовград. Население составляет 200 человек.

## Политическая ситуация
В местном кметстве Кандилка, в состав которого входит Кандилка, должность кмета (старосты) исполняет Гюнер Мехмед Хамза (Движение за права и свободы (ДПС)) по результатам выборов правления кметства.
Кмет (мэр) общины Крумовград — Себихан Керим Мехмед (Движение за права и свободы (ДПС)) по результатам выборов в правление общины.